# Маяк-Горка
Маяк-Горка — хутор в Бабаевском районе Вологодской области.
Входит в состав Центрального сельского поселения (с 1 января 2006 года по 13 апреля 2009 года входил в Верхнее сельское поселение), с точки зрения административно-территориального деления — в Верхний сельсовет.
Расстояние до районного центра Бабаево по автодороге — 110 км, до центра муниципального образования деревни Киино по прямой — 11 км. Ближайшие населённые пункты — Аганино, Керчаково, Чубрино.
По переписи 2002 года население — 3 человека.